# Violettbrauner Rosen-Blattspanner

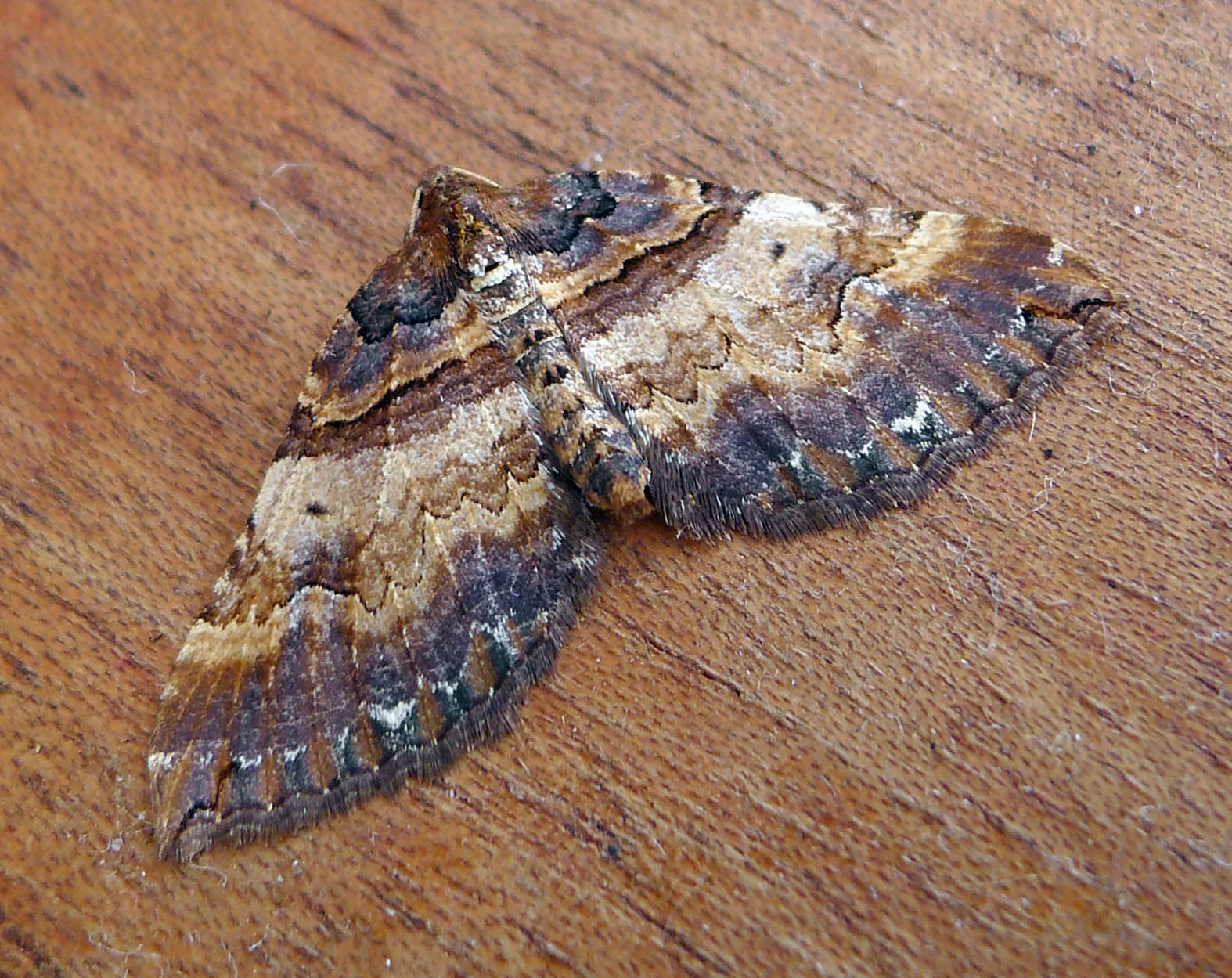
Form mit heller Diskalregion

Der Violettbraune Rosen-Blattspanner (Earophila badiata, Syn.: Anticlea badiata) ist ein Schmetterling aus der Familie der Spanner (Geometridae). Der Artname leitet sich von dem lateinischen Wort badius mit der Bedeutung „braun“ ab und bezieht sich auf die Färbung der Falter.

## Merkmale

### Falter
Die Falter erreichen eine Flügelspannweite von 26 bis 33 Millimetern. Zwischen den Geschlechtern besteht farblich kein Unterschied. Die Farbe der Vorderflügeloberfläche ist im Wesentlichen violett braun gefärbt. Der Apex ist durch einen kurzen schwarzen Strich geteilt. Die Basalregion ist stark verdunkelt. Die stets mehr oder weniger stark aufgehellte Diskalregion wird durch braune Querbänder eingefasst. Die Wellenlinie wird aus hellen Flecken gebildet, wobei einzelne v-förmig und auffällig weiß hervortreten. Der Diskoidalfleck ist zu einem kleinen schwarzen Punkt reduziert. Die Hinterflügeloberseite ist grauweiß bis hell graubraun gefärbt und zeigt eine dünne dunkelbraune Mittellinie.

### Raupe
Ausgewachsene Raupen sind grünlich, rötlich oder bräunlich  gefärbt. Von den hellen Seiten heben sich zuweilen schwarze Flecke ab. Über die gesamte Körperoberfläche sind viele weiße Punktwarzen verteilt. Von der orangegelben Kopfkapsel hebt sich auf jeder Seite ein großer schwarzbrauner Fleck ab.

### Ähnliche Arten
Mit einer Flügelspannweite von 20 bis 24, in Nordafrika bis 26 Millimetern ist Antilurga alhambrata kleiner und zeigt auch eine breiter ausgedehnte dunkle Basalregion als Earophila badiata. Da die Falter von Antilurga alhambrata von September bis November fliegen, gibt es auch keine gemeinsame Flugzeit mit der im Frühjahr fliegenden Earophila badiata.

## Verbreitung und Lebensraum
Das Verbreitungsgebiet des Violettbraunen Rosen-Blattspanners dehnt sich von Nordafrika und Spanien über West- und Mitteleuropa einschließlich der Britischen Inseln bis zum Altai aus. Im Norden reicht es bis ins mittlere Fennoskandinavien, im Süden von Italien bis zur Balkanhalbinsel und zum Schwarzen Meer. Im Südosten Finnlands und in Karelien ist er durch die Unterart Earophila badiata fennokarelica, in Algerien und Marokko durch Earophila badiata tellensis vertreten. Hauptlebensraum sind buschige Waldränder, Hecken- und Heidegebiete, Vorhölzer, Ufergebiete sowie Gärten und Parklandschaften. In den Südalpen steigt die Art  bis in Höhen von 1600 Metern.

## Lebensweise

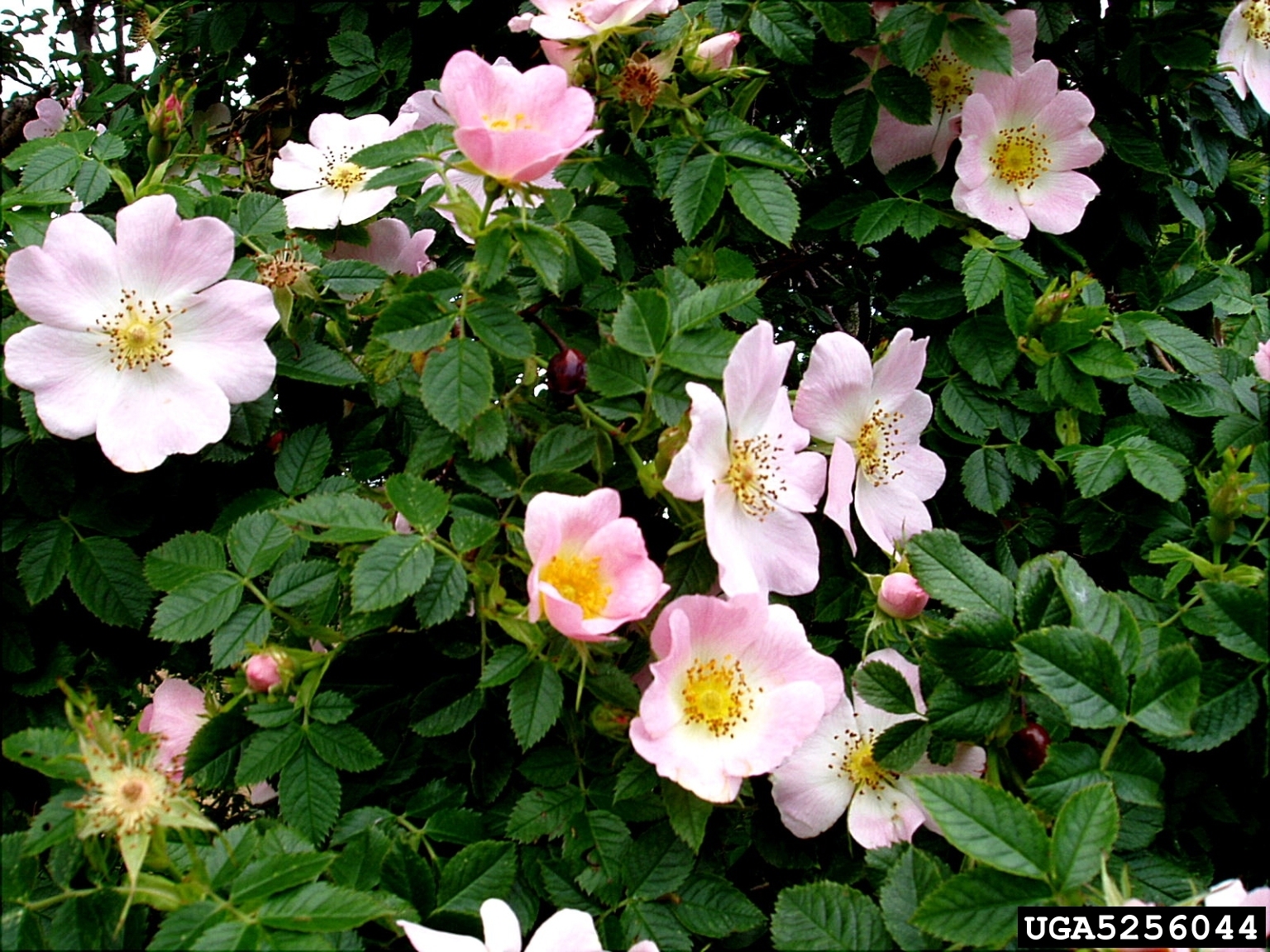
Hunds-Rose (Rosa canina), die Hauptnahrungspflanze der Raupen

Die Falter sind überwiegend nachtaktiv und fliegen in einer Generation von Anfang März bis Mitte Mai. In günstigen Jahren wurden sie auch schon Ende Februar beobachtet. Zur Nahrungsaufnahme besuchen sie blühende Weidenkätzchen. Nachts erscheinen sie an künstlichen Lichtquellen. So sind sie beispielsweise an Straßenlampen, Schaufenstern, Telefonzellen und dergleichen zu finden. Die Eier werden einzeln oder in kleinen Gruppen an Knospen, Stacheln oder in der Nähe junger Rosenblätter abgelegt. Die Raupen ernähren sich ausschließlich von den Blütenblättern und jungen Trieben von Rosenarten (Rosa). Ursprünglich waren sie ganz auf die Lebensräume von Wildrosen beschränkt. In vielen Vorkommensgebieten ist zwar weiterhin die Hunds-Rose (Rosa canina) die Hauptnahrungspflanze, mit der Anpflanzung und Züchtung von Gartenrosen durch den Menschen eröffneten sich für die Art jedoch neue Siedlungsbereiche und dementsprechend werden auch verschiedene Gartenrosenarten zunehmend als Nahrungsquelle von den Raupen genutzt. Die Entwicklungszeit der Raupen dauert schwerpunktmäßig von Mai bis Juli. Die Verpuppung erfolgt in einem Gespinst am Erdboden, wo die Puppe überwintert.